# Црква Светог цара Лазара у Великој Реци
Црква Светог цара Лазара у Великој Реци, насељеном месту на територији општине Мали Зворник, подигнута је 1939. године, да би градња била настављена 1972. године. Црква припада Епархији шабачкој Српске православне цркве.
Црква од почетка грађена па до наставка градње није коришћена као богослужбени објекат. У цркви постоји крипта са костима ратника погинулих за време Битке на Мачковом камену. Не постоји податак који је број посмртних остатака пренесено 1972. године са Мачковог камена. 
Цркву је 1974. године освештао Епископ шабачко-ваљевски Јован (Велимировић).